# شركة موارد القابضة
شركة موارد القابضة شركة سعودية عاملة في قطاع الاتصالات تأسست عام 1979. يرأسها الأمير خالد بن عبدالله آل سعود.
كانت تملك سابقا شبكة أوربت وبعد التحالف مع شوتايم أصبحت الشركة تملك 40 في المئة من شبكة أوربت شوتايم، لديها عدة استثمارات في شركات عديدة
(النص القديم بمراجعه الأصلية...)

## نبذة محدثة
شركة الموارد القابضة هي مجموعة استثمارية قابضة، بخبرة تزيد عن ٥٥ عاماً من العمل في العديد من القطاعات الرئيسية في المملكة العربية السعودية ومنطقة الشرق الأوسط. تأسست الشركة في العام ١٩٦٨م، وتدير استثمارات متنوعة في العديد من الأنشطة التجارية تشمل الخدمات المالية، والاتصالات، والتوزيع، والتجارة، وغيرها.